# Johannes Schreiter
Johannes Schreiter (Buchholz (Saksen), 8 maart 1930) is een Duitse kunstenaar die (onder meer) werkt met glas.
Werken uit zijn oeuvre zijn onder andere te vinden in diverse religieuze gebouwen in Duitsland zoals de Heilig Kruiskerk te Berlijn, de Nieuwe Mariadom te Hamburg en de Marienkirche in Lübeck.